# Lillian Russell (Film)
Lillian Russell ist eine autobiografische Verfilmung aus dem Jahr 1940 unter der Regie von Irving Cummings. Aufgezeigt werden Teile des Lebens der Sängerin und Schauspielerin Lillian Russell (1861–1922) von der Zeit ihrer Entdeckung bis zu ihrem Rückzug aus dem Showgeschäft und ihrer Ehe mit dem Journalisten Alexander Moore. Die Hauptrollen sind mit Alice Faye und Henry Fonda besetzt.

## Handlung
Helen Louise Leonard, geboren zur Zeit des Sezessionskriegs in Clinton in Iowa, zieht als junges Mädchen mit ihrer Familie nach New York. Unter der Führung ihres Musiklehrers Leopold Damrosch entwickelt sie sich zu einer talentierten Sängerin. Eines Tages, nachdem der Unterricht beendet ist, trifft sie auf dem Weg zurück nach Hause den angehenden Reporter Alexander Moore, der ihr aus einer verzwickten Situation heraushilft. Das nehmen beide zum Anlass, sich ein wenig näher kennenzulernen. In der Folgezeit stellt sich bei Helen auch der sehnsüchtig erwartete berufliche Erfolg ein, als der Impresario Tony Pastor sie singen hört, sich ihrer annimmt und sie unter dem Namen Lillian Russell auf die Bühne schickt. Helen, nunmehr Lillian, wird schnell ein Publikumsmagnet. Ihre Mutter, eine Frauenrechtlerin, warnt sie jedoch, dass sie sich ihren Erfolg mit einem wenig glücklichen Privatleben erkaufen werde. Und tatsächlich bewahrheit sich die Warnung auch alsbald, als Lillians Freund Alexander, von ihrem plötzlichen Ruhm überfordert, sich immer mehr von der jungen Frau zurückzieht. Lillian wird von vielen reichen Verehrern umschmeichelt und mit Geschenken überhäuft, unter ihnen auch der Millionär Jim „Diamond Jim“ Brady sowie Jessie Lewisohn. Lillian ist sich nicht sicher, ob sie nicht nur eine Trophäe ist, mit der die reichen Männer sich schmücken wollen. Vom Rückzug Alexanders frustriert, entschließt sie sich schließlich, den Antrag des Komponisten Edward Solomon anzunehmen. Nach der Hochzeitsfeier reist das Brautpaar nach London. Solomon mischt sich temperamentvoll in die Engagements seiner Frau ein und provoziert Lillians neuen Chef solange, bis er sie feuert.
Das Paar bekommt eine Tochter, jedoch stirbt Solomon wenig später an den Folgen eines Herzinfarkts. Lillian kehrt nach einiger Zeit in ihre Heimat zurück, wo sie einen Heiratsantrag, den sie von Jim „Diamond Jim“ Brady bekommt, ablehnt. Wenig später besucht Alexander eine ihrer Vorstellungen und kommt danach in ihre Garderobe. Er erzählt Lillian, dass er jetzt eine Zeitung in Pittsburgh besitze, und beide beschließen, ihrer nie ganz erloschenen Liebe noch eine Chance zu geben.

## Produktion und Hintergrund

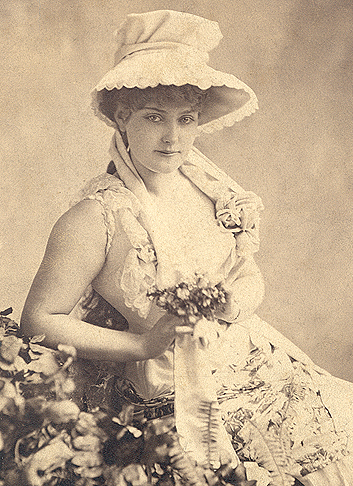
Lillian Russell (um 1890)

Die Dreharbeiten begannen Mitte Januar und dauerten bis Anfang März 1940. Laut Hollywood Reporter wurden die Außenaufnahmen für den Film in Santa Barbara in Kalifornien und in TJ Bradfords Anwesen in Pasadena gedreht. Die echte Lillian Russell hatte das Anwesen während eines Urlaubs 1905 einmal angemietet. Am 15. Mai 1940 hatte der Film Premiere in New York. Am 24. Mai 1940 startete er dann allgemein in den Kinos der USA. Es handelt sich um eine Darryl-F.-Zanuck-Produktion im Verbund mit der 20th Century Fox Film Corp.
Das mit Diamanten besetzte Korsett, das Alice Faye in ihrer Rolle als Lillian Russell im Film trägt, soll Madame Rosa Binner für sie entworfen haben. Edward Arnold verkörperte die Rolle von Jim „Diamond Jim“ Brady in diesem Film bereits zum zweiten Mal, nachdem er erstmals als Diamond Jim Brady im gleichnamigen Film 1935 aufgetreten war. Im Oktober 1940 präsentierte das Lux Radio Theatre eine Radioversion von Lillian Russell mit Alice Faye und Victor Mature.
Lillian Russell, die als Helen Louise Leonard geboren wurde, machte unter ihrem Künstlernamen Karriere, nachdem sie von Tony Pastor entdeckt und gefördert worden war. Sie soll eine langjährige Beziehung zu dem Geschäftsmann und Millionär James Buchanan Brady unterhalten haben. Der Film spricht von zwei Ehen, Russell war jedoch bereits dreimal verheiratet, bevor sie ihren letzten Ehemann Alexander Moore ehelichte.

## Musik im Film
- Adored One

Musik: Alfred Newman, Text: Mack Gordon, gesungen von Alice Faye
- Blue Lovebird (Onscreen as Blue Love Bird)

Musik: Bronisław Kaper, Text: Gus Kahn, gesungen von Alice Faye, vorgetragen von Don Ameche
- Back in the Days of Old Broadway

Musik und Text von Charles Henderson und Alfred Newman, vorgetragen von einem Chor
- Under the Bamboo Tree

Musik und Text von Bob Cole, James Weldon Johnson und Rosamond Johnson, Liebesthema zwischen Lillian und Alexander
- The Battle Cry of Freedom

Musik von George Frederick Root (Eröffnungsszene)
- Suffragette Marching Song

gespielt von einer Band, während die Suffragetten marschieren
- Comin’ Thro’ the Rye

Traditionelle Weise, Text Robert Burns, gesungen von Alice Faye, am Piano Joseph Cawthorn
- Battle Hymn of the Republic

Musik: William Steffe, Text: Julia Ward Howe, gesungen von den Suffragetten während eines Treffens
- Brighten the Corner Where You Are

Musik: Charles Gabriel, Text: Ina D. Ogdon, vorgetragen von Alice Faye, Elyse Knox, Joan Valerie und Alice Armand
- The Band Played On

Musik: Chas. B. Ward, Text: John F. Palmer, gesungen von Alice Faye in Tonys Theater
- Come Down Ma Evenin’ Star

Musik: John Stromberg, Text: Robert B. Smith, gesungen von Alice Faye mit Orchesterbegleitung
- Ma Blushin’ Rosie

Musik: John Stromberg, Text: Edgar Smith, vorgetragen von Alice Faye und Chor
- After the Ball

Musik und Text: Charles Harris, gesungen von Alice Faye und Chor, am Piano Don Ameche
- He Goes to Church on Sunday

Musik: E. Ray Goetz, Text: Vincent Bryan, vorgetragen von Eddie Foy Jr.
- Waltz Is King

Musik: Charles Henderson, Text: Mack Gordon, vom Chor im Finale gesungen
- Künstlerleben (Artist’s Life), Op. 316

geschrieben von Johann Strauss

## Kritik
Bosley Crowther von der New York Times sprach bei der verfilmten Biografie von einem Ausflug in eine sentimentale Vergangenheit, in der die Musik Überhand über die Handlung gewinne und wohlklingende Namen in eine glamouröse Ära würden entführen wollen. Bei aller Treue zum Detail und der vorhandenen Atmosphäre, sei es allerdings bemerkenswert, dass spektakuläre Punkte in Miss Russells (resp. Helen Leonards) Leben übersehen oder verändert worden seien. Denn auf ihre erste und dritte Ehe (sie hatte derer vier) werde lässig verzichtet. Auch werde großzügig übersehen, dass sie ihren letzten Ehemann Alexander Moore erst im Alter von 51 heiratete. Miss Russell sei nachgesagt worden, dass sie eine ziemlich schlechte Schauspielerin gewesen sei und Miss Faye kämpfe in dieser Verfilmung nicht gegen diesen Ruf an. Nur wenn Lillian Russell sich Zeit nehme, um ihre alten Lieder zu singen, sei der Film lebendig. Aber es seien langwierige, ermüdende und seltsam sonderbare Abschnitte dazwischen.
Glenn Erickson beurteilte den Film für DVD talk und war der Ansicht, dass diese Verfilmung definitiv eine der besseren musikalischen Biografien sei und Alice Faye perfekt in die Rolle passe. Der Film wähle den richtigen Zeitraum in Frau Russells Leben aus und sie singe die Nummern so gut, dass das Publikum dahinschmelze. Der Film schaffe es, zu suggerieren, dass Russell jedes Mannes Traum sei. Auch Dorothy Peterson in ihrer Rolle als Lillians feministische Mutter sei „ausgezeichnet“. Auch die weitere Rollenbesetzung wurde lobend erwähnt.

## Auszeichnungen
1941 wurden Richard Day und Joseph C. Wright für Lillian Russell in der Kategorie „Bestes Szenenbild in einem Schwarzweißfilm“ für einen Oscar nominiert, hatten jedoch gegenüber Cedric Gibbons und Paul Groesse für ihre Arbeit in der Jane-Austen-Verfilmung Stolz und Vorurteil das Nachsehen.